# Dryocora simoni
Dryocora simoni es una especie de coleóptero de la familia Prostomidae.

## Distribución geográfica
Habita en Sri Lanka.